# 米内尔贝
米内尔贝（義大利語：Minerbe），是意大利威尼托大区维罗纳省的一个市镇。总面积29.69平方公里，人口4783人，人口密度161.1人/平方公里（2009年）。国家统计（ISTAT）代码为023048。

## 友好城市
- 德国塞尔茨河畔施瓦本海姆 2001年